# Mazaugues
Mazaugues is een gemeente in het Franse departement Var (regio Provence-Alpes-Côte d'Azur) en telt 613 inwoners (2004). De plaats maakt deel uit van het arrondissement Brignoles.

## Geografie
De oppervlakte van Mazaugues bedraagt 51,2 km², de bevolkingsdichtheid is 12,0 inwoners per km².
In het westen wordt de gemeente begrensd door het bergmassief van Saint-Baume.
De onderstaande kaart toont de ligging van Mazaugues met de belangrijkste infrastructuur en aangrenzende gemeenten.

## Demografie
Onderstaande figuur toont het verloop van het inwonertal (bron: INSEE-tellingen).